# Força de Proteção das Nações Unidas
A Força de Proteção das Nações Unidas (em inglês:  United Nations Protection Force, UNPROFOR; em francês:  Force de Protection des Nations Unies, FORPRONU) foi a primeira força de paz das Nações Unidas na Croácia e na Bósnia e Herzegovina durante as guerras iugoslavas. A força foi criada em fevereiro de 1992 e seu mandato terminou em março de 1995, com a reestruturação da missão de paz em três outras forças: a Força de Desdobramento Preventivo das Nações Unidas (UNPREDEP) na República da Macedônia e a Operação das Nações Unidas para Restauração da Confiança (UNCRO) na Croácia, com as operações reestruturadas da UNPROFOR em curso na Bósnia e Herzegovina até à sua substituição por missões da OTAN e da UE em dezembro de 1995.